# Дзедно
Дзедно (пол. Dziedno) — село в Польщі, у гміні Сошно Семполенського повіту Куявсько-Поморського воєводства.
Населення — 318 осіб (2011).
У 1975-1998 роках село належало до Бидгощського воєводства.

## Демографія
Демографічна структура станом на 31 березня 2011 року:
|          | Загалом | Допрацездатний вік | Працездатний вік | Постпрацездатний вік |
| -------- | ------- | ------------------ | ---------------- | -------------------- |
| Чоловіки | 171     | 39                 | 117              | 15                   |
| Жінки    | 147     | 31                 | 88               | 28                   |
| Разом    | 318     | 70                 | 205              | 43                   |